# Goldener Spatz 2016
Das 24. Deutsche Kinder-Medien-Festival „Goldener Spatz“ fand vom 5. bis 11. Juni 2016 in Gera und Erfurt statt. Die SPiXEL-Preise wurden am 7. Juni in Gera vergeben, die übrigen Preise am 10. Juni in Erfurt.
Anders als in früheren Jahren gab es keine gesonderte Preiskategorie „Animation“.

## Preisträger

### Preise der Kinderjury
- Kino-/Fernsehfilm: König Laurin (Buch und Regie: Matthias Lang)
- Kurzspielfilm, Serie/Reihe: Shaun das Schaf, Episode: Die Lamas des Farmers (Buch: Richard Phelan; Regie: Jay Grace)
- Information/Dokumentation: Not Without Us – Nicht ohne uns (Buch und Regie: Sigrid Klausmann)
- Minis: Tadaaa!, Episode: Klopapier (Buch und Regie: Björn Magsig)
- Unterhaltung: Woozle Goozle, Episode Berlin (Buch und Regie: Igor Hartmann, Andreas Guni)
- Beste-/r Darsteller/-in: Volker Michalowski (für seine Rolle in König Laurin)

### Online Spatzen
- Beste Website/App – Aktiv Hören: AUDIYOUkids
- Bestes IndieGame4Kids: Shift Happens

### Preis des MDR-Rundfunkrates
- Preis des MDR-Rundfunkrates für das beste Drehbuch: Chris Raiber für Nelly

### Sonderpreis der Thüringer Staatskanzlei
- Regisseur zum besten Kino-/Fernsehfilm: Matthias Lang

### SPiXEL-Preise
- Kategorie Information/Dokumentation: Youtuber sind wir (DIGGA-Redaktion, Alex Berlin)
- Kategorie Animation: Tierparkabenteuer (ASB-Hort, Neubrandenburg)
- Kategorie Spielfilm: Kinderheim Schwanensee (Spielfilm-Workshop des Mitteldeutschen Mediencamps 2015, Dahlen)
- Kategorie Natur und Umwelt (Sielmann-SPiXEL): Ozeane (Video-AG Moviebande, Grundschule Nördlingen-Mitte)